# فهرست قنات‌های شهرستان مرودشت
جدول زیر بر اساس آمار وزارت جهاد کشاورزی تهیه شده‌است. فهرست زیر قنات‌های شهرستان مرودشت در استان فارس را نشان می‌دهد.
| نام قنات         | موقعیت                         | نزدیک‌ترین روستا | طول قنات (متر) | تعداد میله چاه | عمق مادر چاه | دبی (لیتر بر ثانیه) | سطح زیر کشت (هکتار) |
| ---------------- | ------------------------------ | --------------- | -------------- | -------------- | ------------ | ------------------- | ------------------- |
| آب و انار        | بخش مرکزی شهرستان مرودشت       | آب انار         | ۳۵۰            | ۲۵             | ۱۵           | ۰                   | ۱۴۰                 |
| احمدآباد         | بخش مرکزی شهرستان مرودشت       | احمدآباد        | ۱۰۰            | ۱۰۰            | ۲۰           | ۰                   | ۴۸۰                 |
| احمدآباد ی       | بخش مرکزی شهرستان مرودشت       | احمدآباد کته    | ۲۰۰۰           | ۴۰             | ۶            | ۶۰                  | ۳۲۰                 |
| امیری            | بخش مرکزی شهرستان مرودشت       | فاروق           | ۱۲۰۰           | ۵۰             | ۲۲           | ۲۰                  | ۰                   |
| انجیره           | بخش مرکزی شهرستان مرودشت       | سیدان           | ۳۰۰            | ۱۵             | ۱۵           | ۱۵۰                 | ۴۰۰                 |
| اهرک             | بخش مرکزی شهرستان مرودشت       | فاروق           | ۱۵۰۰           | ۱۰۰            | ۲۵           | ۱۵                  | ۲۰                  |
| باغ بادام        | بخش مرکزی شهرستان مرودشت       | فاروق           | ۱۰۰۰           | ۵۰             | ۲۳           | ۲۰                  | ۰                   |
| باغ بدره         | بخش مرکزی شهرستان مرودشت       | فاروق           | ۲۵۰            | ۱۰             | ۶            | ۲۰                  | ۵۶۰                 |
| بوشنی زار        | بخش مرکزی شهرستان مرودشت       | فاروق           | ۱۰۰۰           | ۴۰             | ۲۳           | ۹۰                  | ۰                   |
| جمشیدی           | بخش مرکزی شهرستان مرودشت       | بزمیان          | ۶۰۰            | ۳۰             | ۱۰           | ۱۲                  | ۵۶۰                 |
| حاجی‌آباد         | بخش مرکزی شهرستان مرودشت       | حاجی‌آباد        | ۳۰۰۰           | ۱۰۰            | ۳۰           | ۸۰                  | ۶۰۰                 |
| حجری             | بخش مرکزی شهرستان مرودشت       | فاروق           | ۸۰۰            | ۴۰             | ۲۴           | ۹۰                  | ۰                   |
| حسین‌آباد         | بخش مرکزی شهرستان مرودشت       | حسین‌آباد        | ۶۰۰۰           | ۱۵۰            | ۲۰           | ۴۰                  | ۲۰۶                 |
| حیدرآباد         | بخش مرکزی شهرستان مرودشت       | آب انار         | ۳۰۰            | ۲۰             | ۶            | ۷                   | ۰                   |
| خاسگی            | بخش مرکزی شهرستان مرودشت       | فاروق           | ۱۵۰۰           | ۷۰             | ۲۱           | ۳۰                  | ۰                   |
| خالدنک           | بخش مرکزی شهرستان مرودشت       | جلگه زاوه       | ۳۵۰۰           | ۱۲۰            | ۱۲           | ۱۲۰                 | ۰                   |
| ده               | بخش مرکزی شهرستان مرودشت       | سیدان           | ۸۰۰            | ۳۰             | ۱۶           | ۴۰                  | ۰                   |
| روزیان           | بخش مرکزی شهرستان مرودشت       | روزیان          | ۱۰۰۰           | ۴۰             | ۶            | ۳۰                  | ۳۰۰                 |
| سالارون          | بخشی نامعلوم در شهرستان مرودشت | ابوالوردی       | ۳۰۰۰           | ۷۰             | ۱۵           | ۰                   | ۸۰                  |
| سیدطالبی یا پشتی | بخش مرکزی شهرستان مرودشت       | سیدان           | ۱۰۰۰           | ۴۰             | ۱۵           | ۴۰                  | ۰                   |
| سیدعابدی         | بخش مرکزی شهرستان مرودشت       | سیدان           | ۲۰۰۰           | ۶۰             | ۱۸           | ۵۰                  | ۰                   |
| شاخ بزرگ         | بخش مرکزی شهرستان مرودشت       | انجیره          | ۴۰۰            | ۱۰             | ۱۵           | ۳۰۰                 | ۷۰۰                 |
| شیخ جعفری        | بخش مرکزی شهرستان مرودشت       | بزمیان          | ۴۰۰            | ۳۰             | ۶            | ۱۰                  | ۵۶۰                 |
| عباس‌آباد         | بخش مرکزی شهرستان مرودشت       | عباس‌آباد        | ۱۰۰۰           | ۲۰             | ۳۰           | ۲۰                  | ۵۰۰                 |
| علفی             | بخشی نامعلوم در شهرستان مرودشت | قادرآباد        | ۱۵۰۰           | ۸۵             | ۲۵           | ۰                   | ۶۵                  |
| قاسم‌آباد         | بخش مرکزی شهرستان مرودشت       | روستا نامعلوم   | ۶۰۰۰           | ۱۴۰            | ۱۵           | ۵۰                  | ۴۵۰                 |
| قصرالی           | بخش مرکزی شهرستان مرودشت       | سیدان           | ۱۵۰۰           | ۱۵             | ۲۰           | ۱۵۰                 | ۱۵۰                 |
| قصرخلیل          | بخشی نامعلوم در شهرستان مرودشت | روستا نامعلوم   | ۱۰۰            | ۰              | ۱۸           | ۱۵۰                 | ۱۳۲۰                |
| مبارک‌آباد        | بخشی نامعلوم در شهرستان مرودشت | مبارک‌آباد       | ۱۵۰۰           | ۵۰             | ۱۸           | ۲۴                  | ۱۷۴                 |
| معصوم‌آباد        | بخش مرکزی شهرستان مرودشت       | معصوم‌آباد       | ۱۰۰۰           | ۱۰             | ۲۰           | ۷۵                  | ۲۰۰                 |
| ملک‌آباد          | بخش مرکزی شهرستان مرودشت       | فاروق           | ۵۰۰            | ۳۰             | ۱۹           | ۲۰                  | ۰                   |
| میان قلعه        | بخش مرکزی شهرستان مرودشت       | میان قلعه       | ۴۰۰۰           | ۰              | ۲۰           | ۱۵۰                 | ۷۰۰                 |
| نصیرآباد ی       | بخش مرکزی شهرستان مرودشت       | احمدآباد کته    | ۳۰۰۰           | ۶۰             | ۱۰           | ۱۰                  | ۳۳۰                 |
| هاشم‌آباد         | بخش مرکزی شهرستان مرودشت       | سیدان           | ۴۰۰۰           | ۲۰۰            | ۲۰           | ۷۰                  | ۵۰                  |
| پلنگی            | بخش مرکزی شهرستان مرودشت       | فاروق           | ۲۰۰            | ۱۵             | ۱۷           | ۴۰                  | ۰                   |
| چشمه خونی        | بخش مرکزی شهرستان مرودشت       | فاروق           | ۳۰۰            | ۱۵             | ۶            | ۱۰                  | ۵۶۰                 |
| کره              | بخش مرکزی شهرستان مرودشت       | کره تاوی        | ۱۰۰۰           | ۶۰             | ۲۵           | ۲۰                  | ۱۲۰۰                |
| کلاکون           | بخشی نامعلوم در شهرستان مرودشت | ابوالوردی       | ۱۵۰۰           | ۵۰             | ۲۰           | ۳۰                  | ۶۰                  |
| کتیزه            | بخش مرکزی شهرستان مرودشت       | فاروق           | ۱۴۰۰           | ۸۰             | ۲۳           | ۲۰                  | ۲۰                  |
| کوشک             | بخش مرکزی شهرستان مرودشت       | فاروق           | ۱۲۰۰           | ۷۰             | ۲۲           | ۴۵                  | ۰                   |
| گرم‌آباد          | بخش مرکزی شهرستان مرودشت       | گرم‌آباد         | ۲۵۰            | ۲۰             | ۲۰           | ۳۰                  | ۳۰۰                 |
| گل سفید          | بخش مرکزی شهرستان مرودشت       | غیاث‌آباد        | ۰              | ۳۵             | ۲۰           | ۷۰                  | ۳۰۰                 |
| گلیچان           | بخش مرکزی شهرستان مرودشت       | گلیچان          | ۳۰۰۰           | ۱۳۰            | ۱۰           | ۸۰                  | ۰                   |
| گوگی             | بخش مرکزی شهرستان مرودشت       | سیدان           | ۱۵۰۰           | ۳۰             | ۷            | ۱۰۰                 | ۱۲۰                 |